# Takin' Over the Asylum
Takin' Over the Asylum est une série télévisée en six épisodes de BBC Scotland à propos d'une station de radio d'un hôpital psychiatrique de Glasgow. Écrite par Donna Franceschild, produite par Chris Parr et réalisée par David Blair, elle se déroule dans un hôpital fictif appelé St Jude's Asylum. Elle fut filmée à l'hôpital Gartloch (ancien asile) qui a fermé en 1996 après le tournage.
La série suit un vendeur de fenêtres alcoolique, Eddie McKenna (Ken Stott), qui remet en place une station de radio amateure à l'hôpital psychiatrique de St Jude, avec les patients comme présentateurs et bénévoles, notamment Campbell (David Tennant).
La série utilise de nombreuses chansons des Beatles à la fois dans sa bande originale et ses titres d'épisodes. Le nom de l'hôpital, par exemple, est repris de Hey Jude des Beatles. L'émission est également remarquable pour son montage sonore avec des pistes de musiques populaires mélangées de manière transparente entre le thème de la bande son et l'action en direct au premier plan.
La série BBC DVD est sortie le 9 juin 2008 et l'émission a été rediffusée sur BBC Four à partir d'août 2008, avec deux épisodes présentés l'un après l'autre pendant trois samedis soirs consécutifs. En raison de problèmes de droits d'auteur sur la musique, Junior Campbell, ayant écrit la musique accessoire, a également été chargé d'enregistrer des reprises de la plupart des succès originaux inclus dans la bande originale de la série. Ceux-ci ont été doublés sur les émissions de télévision mondiales originales (hors Royaume-Uni) et également sur la série BBC DVD.

## Synopsis
La station de radio de l'hôpital est tenue par le vendeur de double vitrage alcoolique Eddie McKenna, disc-jockey en herbe à l'hôpital St. Jude ; le nom venant du saint patron des causes perdues. Il y rencontre un éventail de personnes atteintes de diverses maladies mentales :
- Campbell (David Tennant) - un jeune collaborateur enthousiaste de la station, également maniaco-dépressif (bipolaire).
- Francine (Katy Murphy) - une patiente dépressive à long terme, s'automutilant, et par qui McKenna est fortement attiré.
- Fergus (Angus Macfadyen) - un ingénieur électricien schizophrène ayant l'habitude de s'échapper de l'hôpital puis de revenir.
- Rosalie (Ruth McCabe) - une femme au foyer d'âge moyen ayant un TOC concernant la propreté, et se trouvant en pleine séparation avec son mari.

La série retrace l'évolution de McKenna au contact des patients de l'hôpital et de sa station de radio, menacée de nombreuses fois de fermer, essayant de se faire une place dans la vie des internes de l'hôpital.

## Développement
David Blair, producteur à la BBC Scotland, a suggéré à l'écrivaine Donna Franceschild de développer un personnage mineur dans l'une de ses pièces. Elle raconte : « Le personnage était un DJ de la radio de l'hôpital appelé Ready Eddie, et j'ai demandé si je pouvais situer la pièce dans un hôpital psychiatrique... Nous avons simplement pensé que cela ferait une bonne histoire. » Pour Birch, la motivation de Franceschild pour écrire la série « provenait de son expérience personnelle, de son intention de remettre en question de manière critique les idées reçues sur la maladie mentale ».
Le titre provisoire de l'émission était Making Waves. À la suite de recherches avant la diffusion, le producteur et contrôleur de BBC Two le modifie. Le nouveau titre fait allusion à l'expression « les fous ont pris le contrôle de l'asile », pour dire que la politique a mal tourné.
La série a été tournée dans une aile désaffectée de l'hôpital Gartloch, un hôpital psychiatrique situé dans la banlieue de Glasgow. Le réalisateur, David Blair, qui avait confié à David Tennant un petit rôle dans la série Strathblair, a recommandé à Tennant d'auditionner pour le rôle de Campbell.

## Épisodes
Chacun des épisodes porte le nom d'une chanson populaire :
1. Hey Jude (27 septembre 1994)
2. Fly Like an Eagle (4 octobre 1994)
3. You Always Hurt the One You Love (11 octobre 1994)
4. Fool on the Hill (18 octobre 1994)
5. Rainy Night in Georgia (25 octobre 1994)
6. Let it Be (1er novembre 1994)

## Récompenses et accueil critique
L'émission a remporté le prix BAFTA 1995 de la meilleure série et du meilleur montage, le prix RTS pour le meilleur écrivain, le prix de la santé mentale dans les médias et le BAFTA écossais de la meilleure série et du meilleur écrivain.
Greg Philo, du Glasgow Media Group, estime que la série constituait « une approche assez radicale de la représentation de la maladie mentale », notant au passage qu'elle a été saluée par les usagers des services de santé mentale. En effet, la responsabilité de la détresse ne repose pas uniquement sur les personnes malades, la frontière entre les patients et les autres est interrogée et la question du retournement du stigmate, de la fierté d'être fou, est directement abordée par le personnage de Campbell.

## Adaptation
Franceschild a adapté l'émission de la BBC pour la scène. L'adaptation est réalisée par Mark Thomson et coproduite par le Citizens Theatre et le Royal Lyceum Theatre à Édimbourg en 2013. Franceschild commente : « Beaucoup de choses ont changé depuis la diffusion de Takin 'Over the Asylum en 1994. Cette version scénique se déroule dans un monde avec des téléphones mobiles, Internet et de zillions de chaînes de télévision numérique. Mais deux choses n'ont pas changé. La musique soul des années 60 est toujours la plus grande musique populaire de tous les temps, et les personnes souffrant de problèmes de santé mentale sont toujours stigmatisées, victimes de discrimination sur le lieu de travail, dépeintes comme des accros du handicap, ignorées, rejetées, voire agressées physiquement. » 

## Distribution
- Ken Scott : Eddie McKenna, vendeur alcoolique en porte-à-porte de fenêtres et DJ radiophonique amateur
- David Tennant : Campbell Bain, jeune homme de 19 ans très impliqué dans la radio et maniaco-dépressif
- Katy Murphy : Francine Boyle, jeune femme dépressive chronique, impliquée dans la radio et intérêt amoureux d'Eddie
- Angus Macfadyen :Fergus MacKinnon, ingénieur électricien schizophrène qui participe à la radio
- Ruth McCabe : Rosalie Gerrity, femme au foyer avec des TOC qui s'implique dans la radio
- Jon Morrison : Jim Gerrity, mari de Rosalie, qui refuse qu'elle revienne si elle n'augmente pas son traitement pour être « normale »
- Elizabeth Spriggs : grand-mère lituanienne d'Eddie, vivant sous son toit et cherchant à tout prix à le marier
- James Grant : père de Campbell
- Angela Bruce : Isabel, infirmière à St Jude, qui soutient la radio
- Kenneth Bryans : Stuart, infirmier à St Jude
- Roy Hanlon : Mr Gordon Griffin, patron d'Eddie à TwinView qui le pousse à arrêter la radio pour se consacrer à vendre plus de fenêtres
- Neil McKinven : John MacAteer, commercial, rival d'Eddie à TwinView
- Arabella Weir : Paula, contact d'Eddie à Radio Scotland
- Sandra Voe : Evelyn McDonald, fait partie du personnel de l'hôpital